# Municipio de Lake (condado de Phillips)
El municipio de Lake (en inglés: Lake Township) es un municipio ubicado en el condado de Phillips en el estado estadounidense de Arkansas. En el año 2020 tenía una población de 33 habitantes y una densidad poblacional de 0,25 personas por km².

## Geografía
El municipio de Lake se encuentra ubicado en las coordenadas 34°24′38″N 90°40′36″O / 34.41056, -90.67667. Según la Oficina del Censo de los Estados Unidos, el municipio tiene una superficie total de 131.42 km², de la cual 116,21 km² corresponden a tierra firme y (11,57 %) 15,21 km² es agua.

## Demografía
Según el censo de 2020, había 33 personas residiendo en el municipio de Lake. La densidad de población era de 0,25 hab./km². De los 33 habitantes, el municipio de Lake estaba compuesto por el 42,42 % blancos, el 35,71 % eran afroamericanos, el 2,44 % eran de otras razas. Del total de la población el 7,32 % eran hispanos o latinos de cualquier raza.